# Beate Eriksen
Pour les articles homonymes, voir Eriksen.
Beate Eriksen est une actrice et réalisatrice norvégienne née le 19 octobre 1960 en Norvège.

## Biographie
Fille de Marius Eriksen, pilote et skieur alpin, elle est la nièce du skieur alpin Stein Eriksen et l'épouse de l'acteur Toralv Maurstad, avec qui elle s'est mariée le 31 décembre 2000.

## Filmographie

### Comme actrice
- 1986 : Plastposen : Sykepleier
- 1990 : Destination Nordsjön (série TV) : Kari
- 1994 : Over stork og stein
- 1998-2000 : Hotel Cæsar (série TV) : Ingrid Iversen
- 1999 : Familiesagaen de syv søstre (série TV) : Valborg Løken

### Comme réalisatrice
- 1998-2000 : Hotel Cæsar (série TV - 100 épisodes)
- 2001 : Olsenbandens første kupp (série TV - 24 épisodes)